# Alessio Sitti
Alessio Sitti (ur. 18 marca 1996) – włoski siatkarz, grający na pozycji rozgrywającego. Od sezonu 2019/2020 występuje w drużynie San Giustino Pallavolo.